# Linia kolejowa Georgenthal – Tambach-Dietharz
Linia kolejowa Georgenthal – Tambach-Dietharz – jednotorowa i niezelektryfikowana linia kolejowa w kraju związkowym Turyngia. Łączy miejscowości Georgenthal i Tambach-Dietharz.